# Lalande
Lalande é uma comuna francesa na região administrativa de Borgonha-Franco-Condado, no departamento de Yonne. Estende-se por uma área de 9,73 km². Em 2010 a comuna tinha 138 habitantes (densidade: 14,2 hab./km²).